# Isla El Espíritu Santo (El Salvador)
Isla El Espíritu Santo o Isla el Jobal es el nombre que recibe una isla en la bahía de Jiquilisco, cerca del océano Pacífico, y que pertenece al país centroamericano de El Salvador que lo incluye administrativamente como parte del departamento de Usulután. Se encuentra al norte de la península San Juan del Gozo, al este de la isla El Magueyal, al sur de la isla Monte Redondo y el río El Cacao, y al oeste de la isla Madresal, en las coordenadas geográficas 13°14′N 88°37′O / 13.233, -88.617